# Рила (град)
Рила (буг. Рила) град је у Републици Бугарској, у западном делу земље, седиште истоимене општине Рила у оквиру Ћустендилске области.

## Географија
Положај: Рила се налази у западном делу Бугарске. Од престонице Софије град је удаљен 90 km јужно, а од обласног средишта, Ђустендила град је удаљен 40 km југоисточно.
Рељеф: Област Риле се налази подно планине Рила, на око 600 m надморске висине. Околина града је изразито планинска и под шумама.
Клима: Клима у Рили је оштрија континентална због знатне надморске висине.
Воде: Кроз Рилу, протиче и речица Рила, притока Струме, која на месту града излази из клисура и почиње градити плодну долину.

## Историја
Област Риле је првобитно било насељено Трачанима, а после њих овом облашћу владају стари Рим и Византија. Јужни Словени ово подручје насељавају у 7. веку. Од 9. века до 1395. г. област је била у саставу средњовековне Бугарске.
Крајем 14. века област Риле је пала под власт Османлија, који владају облашћу 5 векова.
Године 1878. град је постао део савремене бугарске државе. Насеље постоје убрзо средиште окупљања за села у околини, са више јавних установа и трговиштем.

## Становништво
| 1965. | 1975. | 1985. | 1992. | 2001. |
| ----- | ----- | ----- | ----- | ----- |
| 4,228 | 4,062 | 3,657 | 3,423 | 3,094 |

По проценама из 2010. г. Рила је имала око 2.800 ст. Огромна већина градског становништва су етнички Бугари. Остатак су махом Роми. Последњих деценија град губи становништво због удаљености од главних токова развоја у земљи.
Претежан вероисповест месног становништва је православна.